# Abax ovalis
Abax ovalis es una especie de escarabajo del género Abax, tribu Pterostichini, familia Carabidae. Fue descrita científicamente por Duftschmid en 1812.
Se distribuye por Suiza, Francia, Polonia, Austria, Alemania, Luxemburgo, Eslovenia, España, Países Bajos, Bélgica, Bulgaria, Chequia, Croacia, Bosnia y Herzegovina, Bielorrusia e Italia. La especie se mantiene activa durante todos los meses del año.